# Haimon (Sohn des Thoas)
Haimon (altgriechisch Αἵμων Haímōn) ist in der griechischen Mythologie der Sohn von Thoas.
Sein Nachkomme ist Oxylos, der die Herakliden siegreich führte und dadurch Elis erhalten hat.